# Agustí Castells Casanova
Agustí Castells Casanova (Deltebre, 4 de juliol de 1940 - 22 de novembre de 2021) era un polític i cooperativista català, que va ser alcalde de Deltebre de 1991 a 1995.
Va ser un dels impulsors de la fusió de les cooperatives d'arròs del Delta de l'Ebre, va ser-ne el primer president de la nova cooperativa Arrossaires del Delta de l'Ebre fins a la seva jubilació l'any 2008.
Entre 1988 i 2010, va encapçalar la branca d'arròs de la Federació de Cooperatives Agràries de Catalunya, entitat que va vicepresidir de 1991 a 2008. També va presidir el consell sectorial d'arròs de la Confederació de Cooperatives Agràries d'Espanya, va ser membre del Comitè Consultiu a Brussel·les sobre el cultiu d'arròs i va ostentar múltiples càrrecs vinculats amb la política local i el sector.
L'any 2014 va ser condecorat amb la Medalla President Macià per la seva contribució a l'impuls de l'economia catalana.
Va morir el 22 de novembre de 2021 al seu municipi natal de Deltebre.